# ارنست مابوکا
ارنست مابوکا (انگلیسی: Ernest Mabouka؛ زادهٔ ۱۶ ژوئن ۱۹۸۸) بازیکن فوتبال اهل کامرون است.
از باشگاه‌هایی که در آن بازی کرده‌است می‌توان به باشگاه فوتبال ژیلینا اشاره کرد.
وی همچنین در تیم ملی فوتبال کامرون بازی کرده‌است.